# Schistostephium rotundifolium
Schistostephium rotundifolium es una especie de planta floral del género Schistostephium, tribu Anthemideae, familia Asteraceae. Fue descrita científicamente por Fenzl ex Harv.
Se distribuye por Sudáfrica y Suazilandia. Puede alcanzar los 0,5 a 2,5 metros de altura con tallos fuertes y robustos. Se encuentra a altitudes de hasta 1650 metros.